# U-17-Handball-Europameisterschaft der Frauen 2019
Die 14. U-17-Handball-Europameisterschaft der Frauen wurde vom 1. August bis 11. August 2019 in Slowenien ausgetragen. Veranstalter war die Europäische Handballföderation (EHF). Ungarn gewann erstmals den Titel.

## Vorrunde
Die Auslosung der Vorrundengruppen der U-17-Handball-Europameisterschaft der Frauen 2019 fand am 28. Februar 2019 in Celje statt. In der Vorrunde spielt jede Mannschaft einer Gruppe einmal gegen jedes andere Team in der gleichen Gruppe. Die jeweils besten zwei Mannschaften jeder Gruppe qualifizieren sich für die Hauptrunde, die Gruppendritten und Gruppenvierten qualifizieren sich für die Zwischenrunde.

### Gruppe A
| Pl. | Land     | Sp. | S | U | N | Tore    | Diff. | Punkte |
| --- | -------- | --- | - | - | - | ------- | ----- | ------ |
| 1.  | Schweden | 3   | 3 | 0 | 0 | 093:630 | +30   | 06:00  |
| 2.  | Norwegen | 3   | 2 | 0 | 1 | 084:800 | +4    | 04:20  |
| 3.  | Spanien  | 3   | 0 | 1 | 2 | 070:850 | −15   | 01:50  |
| 4.  | Kroatien | 3   | 0 | 1 | 2 | 073:920 | −19   | 01:50  |

| 1. August 2019 13:00 Uhr | Norwegen                      | 19:31        | Schweden                  | Dvorana Zlatorog, Celje Zuschauer: 100 Schiedsrichter: Stefan Ivanović, Marko Vujisić |
| 1. August 2019 13:00 Uhr | meiste Tore: Silje Alvestad 5 | (10:16)      | meiste Tore: Tyra Axnér 8 | Dvorana Zlatorog, Celje Zuschauer: 100 Schiedsrichter: Stefan Ivanović, Marko Vujisić |
| 1. August 2019 13:00 Uhr | Strafen: 1× 5×                | Spielbericht | Strafen: 1× 6×            | Dvorana Zlatorog, Celje Zuschauer: 100 Schiedsrichter: Stefan Ivanović, Marko Vujisić |

| 1. August 2019 15:00 Uhr | Spanien                          | 25:25        | Kroatien                                       | Dvorana Zlatorog, Celje Zuschauer: 71 Schiedsrichter: Christian Hannes, David Hannes |
| 1. August 2019 15:00 Uhr | meiste Tore: Aroa Casia Castro 6 | (8:10)       | meiste Tore: Ana Buljan, Margarita Škarić je 5 | Dvorana Zlatorog, Celje Zuschauer: 71 Schiedsrichter: Christian Hannes, David Hannes |
| 1. August 2019 15:00 Uhr | Strafen: 1× 5×                   | Spielbericht | Strafen: 3× 7×                                 | Dvorana Zlatorog, Celje Zuschauer: 71 Schiedsrichter: Christian Hannes, David Hannes |

| 2. August 2019 13:00 Uhr | Kroatien                        | 27:39        | Norwegen                               | Dvorana Zlatorog, Celje Zuschauer: 100 Schiedsrichter: Allan Stokes, Brian Bartlett |
| 2. August 2019 13:00 Uhr | meiste Tore: Margarita Škarić 7 | (12:18)      | meiste Tore: Mina Pauline Gregersen 12 | Dvorana Zlatorog, Celje Zuschauer: 100 Schiedsrichter: Allan Stokes, Brian Bartlett |
| 2. August 2019 13:00 Uhr | Strafen: 3× 7×                  | Spielbericht | Strafen: 2× 3×                         | Dvorana Zlatorog, Celje Zuschauer: 100 Schiedsrichter: Allan Stokes, Brian Bartlett |

| 2. August 2019 15:00 Uhr | Schweden                   | 34:23        | Spanien                             | Dvorana Zlatorog, Celje Zuschauer: 150 Schiedsrichter: Ozren Backović, Mirko Palačković |
| 2. August 2019 15:00 Uhr | meiste Tore: Tyra Axnér 10 | (16:13)      | meiste Tore: Raquel Moré Martínez 7 | Dvorana Zlatorog, Celje Zuschauer: 150 Schiedsrichter: Ozren Backović, Mirko Palačković |
| 2. August 2019 15:00 Uhr | Strafen: 2× 5× 1×          | Spielbericht | Strafen: 3×                         | Dvorana Zlatorog, Celje Zuschauer: 150 Schiedsrichter: Ozren Backović, Mirko Palačković |

| 4. August 2019 13:00 Uhr | Norwegen                                                        | 26:22        | Spanien                                                | Dvorana Zlatorog, Celje Zuschauer: 85 Schiedsrichter: Ruslan Loschak, Artem Schajbakow |
| 4. August 2019 13:00 Uhr | meiste Tore: Mina Pauline Gregersen, Selma Helen Henriksen je 5 | (13:12)      | meiste Tore: Zaira Benítez Gómez, Júlia Nuez Vilà je 5 | Dvorana Zlatorog, Celje Zuschauer: 85 Schiedsrichter: Ruslan Loschak, Artem Schajbakow |
| 4. August 2019 13:00 Uhr | Strafen: 2× 4×                                                  | Spielbericht | Strafen: 4×                                            | Dvorana Zlatorog, Celje Zuschauer: 85 Schiedsrichter: Ruslan Loschak, Artem Schajbakow |

| 4. August 2019 15:00 Uhr | Schweden                  | 28:21        | Kroatien                   | Dvorana Zlatorog, Celje Zuschauer: 150 Schiedsrichter: Michail Mertinian, Evangelos Syrepisios |
| 4. August 2019 15:00 Uhr | meiste Tore: Tyra Axnér 9 | (14:8)       | meiste Tore: Bruna Zrnić 4 | Dvorana Zlatorog, Celje Zuschauer: 150 Schiedsrichter: Michail Mertinian, Evangelos Syrepisios |
| 4. August 2019 15:00 Uhr | Strafen: 2×               | Spielbericht | Strafen: 4× 7×             | Dvorana Zlatorog, Celje Zuschauer: 150 Schiedsrichter: Michail Mertinian, Evangelos Syrepisios |

### Gruppe B
| Pl. | Land       | Sp. | S | U | N | Tore     | Diff. | Punkte |
| --- | ---------- | --- | - | - | - | -------- | ----- | ------ |
| 1.  | Ungarn     | 3   | 3 | 0 | 0 | 0103:730 | +30   | 06:00  |
| 2.  | Österreich | 3   | 2 | 0 | 1 | 078:800  | −2    | 04:20  |
| 3.  | Slowakei   | 3   | 1 | 0 | 2 | 072:890  | −17   | 02:40  |
| 4.  | Rumänien   | 3   | 0 | 0 | 3 | 086:960  | −10   | 00:60  |

| 1. August 2019 17:00 Uhr | Ungarn                         | 31:18        | Slowakei                     | Dvorana Zlatorog, Celje Zuschauer: 100 Schiedsrichter: Ozren Backović, Mirko Palačković |
| 1. August 2019 17:00 Uhr | meiste Tore: Petra Koronczai 8 | (13:10)      | meiste Tore: Barbora Lancz 7 | Dvorana Zlatorog, Celje Zuschauer: 100 Schiedsrichter: Ozren Backović, Mirko Palačković |
| 1. August 2019 17:00 Uhr | Strafen: 2× 5×                 | Spielbericht | Strafen: 2× 6×               | Dvorana Zlatorog, Celje Zuschauer: 100 Schiedsrichter: Ozren Backović, Mirko Palačković |

| 1. August 2019 19:00 Uhr | Rumänien                       | 24:26        | Österreich                      | Dvorana Zlatorog, Celje Zuschauer: 80 Schiedsrichter: Dragana Jakovljević, Danijela Sando |
| 1. August 2019 19:00 Uhr | meiste Tore: Oana Doina Bors 7 | (12:15)      | meiste Tore: Katarina Pandza 10 | Dvorana Zlatorog, Celje Zuschauer: 80 Schiedsrichter: Dragana Jakovljević, Danijela Sando |
| 1. August 2019 19:00 Uhr | Strafen: 1× 8×                 | Spielbericht | Strafen: 1× 6× 1×               | Dvorana Zlatorog, Celje Zuschauer: 80 Schiedsrichter: Dragana Jakovljević, Danijela Sando |

| 2. August 2019 17:00 Uhr | Österreich                     | 23:33        | Ungarn                        | Dvorana Zlatorog, Celje Zuschauer: 100 Schiedsrichter: Matan Lindenbaum, Dor Laron |
| 2. August 2019 17:00 Uhr | meiste Tore: Katarina Pandza 7 | (10:17)      | meiste Tore: Blanka Kajdon 10 | Dvorana Zlatorog, Celje Zuschauer: 100 Schiedsrichter: Matan Lindenbaum, Dor Laron |
| 2. August 2019 17:00 Uhr | Strafen: 2× 8×                 | Spielbericht | Strafen: 1× 9× 1×             | Dvorana Zlatorog, Celje Zuschauer: 100 Schiedsrichter: Matan Lindenbaum, Dor Laron |

| 2. August 2019 19:00 Uhr | Slowakei                      | 31:30        | Rumänien                       | Dvorana Zlatorog, Celje Zuschauer: 100 Schiedsrichter: Christian Hannes, David Hannes |
| 2. August 2019 19:00 Uhr | meiste Tore: Barbora Lancz 10 | (16:17)      | meiste Tore: Alicia Gogîrlă 12 | Dvorana Zlatorog, Celje Zuschauer: 100 Schiedsrichter: Christian Hannes, David Hannes |
| 2. August 2019 19:00 Uhr | Strafen: 1× 4× 1×             | Spielbericht | Strafen: 2× 7×                 | Dvorana Zlatorog, Celje Zuschauer: 100 Schiedsrichter: Christian Hannes, David Hannes |

| 4. August 2019 17:00 Uhr | Ungarn                       | 39:32        | Rumänien                      | Dvorana Zlatorog, Celje Zuschauer: 210 Schiedsrichter: Ozren Backović, Mirko Palačković |
| 4. August 2019 17:00 Uhr | meiste Tore: Blanka Kajdon 8 | (21:16)      | meiste Tore: Alicia Gogîrlă 8 | Dvorana Zlatorog, Celje Zuschauer: 210 Schiedsrichter: Ozren Backović, Mirko Palačković |
| 4. August 2019 17:00 Uhr | Strafen: 2× 5×               | Spielbericht | Strafen: 2× 7×                | Dvorana Zlatorog, Celje Zuschauer: 210 Schiedsrichter: Ozren Backović, Mirko Palačković |

| 4. August 2019 19:00 Uhr | Slowakei                     | 23:28        | Österreich                     | Dvorana Zlatorog, Celje Zuschauer: 300 Schiedsrichter: Stefan Ivanović, Marko Vujisić |
| 4. August 2019 19:00 Uhr | meiste Tore: Barbora Lancz 8 | (11:13)      | meiste Tore: Katarina Pandza 8 | Dvorana Zlatorog, Celje Zuschauer: 300 Schiedsrichter: Stefan Ivanović, Marko Vujisić |
| 4. August 2019 19:00 Uhr | Strafen: 1× 9× 1×            | Spielbericht | Strafen: 1× 7×                 | Dvorana Zlatorog, Celje Zuschauer: 300 Schiedsrichter: Stefan Ivanović, Marko Vujisić |

### Gruppe C
| Pl. | Land        | Sp. | S | U | N | Tore    | Diff. | Punkte |
| --- | ----------- | --- | - | - | - | ------- | ----- | ------ |
| 1.  | Deutschland | 3   | 2 | 0 | 1 | 080:760 | +4    | 04:20  |
| 2.  | Dänemark    | 3   | 1 | 1 | 1 | 081:780 | +3    | 03:30  |
| 3.  | Niederlande | 3   | 1 | 1 | 1 | 086:860 | ±0    | 03:30  |
| 4.  | Portugal    | 3   | 1 | 0 | 2 | 083:900 | −7    | 02:40  |

| 1. August 2019 13:00 Uhr | Deutschland                   | 22:21        | Niederlande               | Športna Dvorana Golovec, Celje Zuschauer: 200 Schiedsrichter: Ruslan Loschak, Artem Schajbakow |
| 1. August 2019 13:00 Uhr | meiste Tore: Maraike Kusian 5 | (10:11)      | meiste Tore: Esma Staal 7 | Športna Dvorana Golovec, Celje Zuschauer: 200 Schiedsrichter: Ruslan Loschak, Artem Schajbakow |
| 1. August 2019 13:00 Uhr | Strafen: 2× 3×                | Spielbericht | Strafen: 2× 3×            | Športna Dvorana Golovec, Celje Zuschauer: 200 Schiedsrichter: Ruslan Loschak, Artem Schajbakow |

| 1. August 2019 15:00 Uhr | Dänemark                                                   | 21:24        | Portugal                          | Športna Dvorana Golovec, Celje Zuschauer: 150 Schiedsrichter: Edin Kulović, Vedad Škaljić |
| 1. August 2019 15:00 Uhr | meiste Tore: Clara Esseman-Beck, Maria Berger Wierzba je 5 | (12:13)      | meiste Tore: Constança Sequeira 9 | Športna Dvorana Golovec, Celje Zuschauer: 150 Schiedsrichter: Edin Kulović, Vedad Škaljić |
| 1. August 2019 15:00 Uhr | Strafen: 1× 2×                                             | Spielbericht | Strafen: 2×                       | Športna Dvorana Golovec, Celje Zuschauer: 150 Schiedsrichter: Edin Kulović, Vedad Škaljić |

| 2. August 2019 13:00 Uhr | Portugal                     | 25:34        | Deutschland                                    | Športna Dvorana Golovec, Celje Zuschauer: 30 Schiedsrichter: Dragana Jakovljević, Danijela Sando |
| 2. August 2019 13:00 Uhr | meiste Tore: Ester Marques 6 | (14:20)      | meiste Tore: Rebecca Rott, Maraike Kusian je 9 | Športna Dvorana Golovec, Celje Zuschauer: 30 Schiedsrichter: Dragana Jakovljević, Danijela Sando |
| 2. August 2019 13:00 Uhr | Strafen: 1× 7×               | Spielbericht | Strafen: 1× 3×                                 | Športna Dvorana Golovec, Celje Zuschauer: 30 Schiedsrichter: Dragana Jakovljević, Danijela Sando |

| 2. August 2019 15:00 Uhr | Niederlande               | 30:30        | Dänemark                                  | Športna Dvorana Golovec, Celje Zuschauer: 200 Schiedsrichter: Michail Mertinian, Evangelos Syrepisios |
| 2. August 2019 15:00 Uhr | meiste Tore: Esma Staal 6 | (11:13)      | meiste Tore: Anne Sofie Ottosen Møller 10 | Športna Dvorana Golovec, Celje Zuschauer: 200 Schiedsrichter: Michail Mertinian, Evangelos Syrepisios |
| 2. August 2019 15:00 Uhr | Strafen: 2× 7×            | Spielbericht | Strafen: 2× 6×                            | Športna Dvorana Golovec, Celje Zuschauer: 200 Schiedsrichter: Michail Mertinian, Evangelos Syrepisios |

| 4. August 2019 13:00 Uhr | Deutschland                 | 24:30        | Dänemark                             | Športna Dvorana Golovec, Celje Zuschauer: 200 Schiedsrichter: Edin Kulović, Vedad Škaljić |
| 4. August 2019 13:00 Uhr | meiste Tore: Rebecca Rott 6 | (13:14)      | meiste Tore: Maria Berger Wierzba 12 | Športna Dvorana Golovec, Celje Zuschauer: 200 Schiedsrichter: Edin Kulović, Vedad Škaljić |
| 4. August 2019 13:00 Uhr | Strafen: 3× 8×              | Spielbericht | Strafen: 1× 4×                       | Športna Dvorana Golovec, Celje Zuschauer: 200 Schiedsrichter: Edin Kulović, Vedad Škaljić |

| 4. August 2019 15:00 Uhr | Niederlande                                | 35:34        | Portugal                   | Športna Dvorana Golovec, Celje Zuschauer: 200 Schiedsrichter: Urszula Lesiak, Małgorzata Lidacka |
| 4. August 2019 15:00 Uhr | meiste Tore: Roos Daleman, Esma Staal je 7 | (15:16)      | meiste Tore: Vera Costa 11 | Športna Dvorana Golovec, Celje Zuschauer: 200 Schiedsrichter: Urszula Lesiak, Małgorzata Lidacka |
| 4. August 2019 15:00 Uhr | Strafen: 1× 7×                             | Spielbericht | Strafen: 3× 7× 1×          | Športna Dvorana Golovec, Celje Zuschauer: 200 Schiedsrichter: Urszula Lesiak, Małgorzata Lidacka |

### Gruppe D
| Pl. | Land       | Sp. | S | U | N | Tore    | Diff. | Punkte |
| --- | ---------- | --- | - | - | - | ------- | ----- | ------ |
| 1.  | Frankreich | 3   | 3 | 0 | 0 | 079:530 | +26   | 06:00  |
| 2.  | Russland   | 3   | 2 | 0 | 1 | 081:710 | +10   | 04:20  |
| 3.  | Slowenien  | 3   | 1 | 0 | 2 | 061:750 | −14   | 02:40  |
| 4.  | Montenegro | 3   | 0 | 0 | 3 | 059:810 | −22   | 00:60  |

| 1. August 2019 17:00 Uhr | Frankreich                    | 30:15        | Montenegro                     | Športna Dvorana Golovec, Celje Zuschauer: 150 Schiedsrichter: Matan Lindenbaum, Dor Laron |
| 1. August 2019 17:00 Uhr | meiste Tore: Léna Grandveau 5 | (13:5)       | meiste Tore: Jelena Vukčević 4 | Športna Dvorana Golovec, Celje Zuschauer: 150 Schiedsrichter: Matan Lindenbaum, Dor Laron |
| 1. August 2019 17:00 Uhr | Strafen: 1× 3×                | Spielbericht | Strafen: 2× 6×                 | Športna Dvorana Golovec, Celje Zuschauer: 150 Schiedsrichter: Matan Lindenbaum, Dor Laron |

| 1. August 2019 19:30 Uhr | Russland                                                                  | 33:20        | Slowenien                 | Športna Dvorana Golovec, Celje Zuschauer: 800 Schiedsrichter: Urszula Lesiak, Małgorzata Lidacka |
| 1. August 2019 19:30 Uhr | meiste Tore: Anna Kainarowa, Jekaterina Skiwko, Xenija Sakordonskaja je 5 | (14:11)      | meiste Tore: Erin Novak 6 | Športna Dvorana Golovec, Celje Zuschauer: 800 Schiedsrichter: Urszula Lesiak, Małgorzata Lidacka |
| 1. August 2019 19:30 Uhr | Strafen: 2× 7×                                                            | Spielbericht | Strafen: 2× 4×            | Športna Dvorana Golovec, Celje Zuschauer: 800 Schiedsrichter: Urszula Lesiak, Małgorzata Lidacka |

| 2. August 2019 17:00 Uhr | Montenegro                           | 19:23        | Russland                                              | Športna Dvorana Golovec, Celje Zuschauer: 150 Schiedsrichter: Edin Kulović, Vedad Škaljić |
| 2. August 2019 17:00 Uhr | meiste Tore: Anastasija Krivokapić 6 | (11:12)      | meiste Tore: Xenija Sakordonskaja, Julija Bajewa je 4 | Športna Dvorana Golovec, Celje Zuschauer: 150 Schiedsrichter: Edin Kulović, Vedad Škaljić |
| 2. August 2019 17:00 Uhr | Strafen: 4× 3×                       | Spielbericht | Strafen: 3×                                           | Športna Dvorana Golovec, Celje Zuschauer: 150 Schiedsrichter: Edin Kulović, Vedad Škaljić |

| 2. August 2019 19:00 Uhr | Slowenien                 | 13:17        | Frankreich                   | Športna Dvorana Golovec, Celje Zuschauer: 500 Schiedsrichter: Ruslan Loschak, Artem Schajbakow |
| 2. August 2019 19:00 Uhr | meiste Tore: Zana Kadič 4 | (8:7)        | meiste Tore: Lucie Modenel 6 | Športna Dvorana Golovec, Celje Zuschauer: 500 Schiedsrichter: Ruslan Loschak, Artem Schajbakow |
| 2. August 2019 19:00 Uhr | Strafen: 2×               | Spielbericht | Strafen: 1× 2×               | Športna Dvorana Golovec, Celje Zuschauer: 500 Schiedsrichter: Ruslan Loschak, Artem Schajbakow |

| 4. August 2019 17:00 Uhr | Frankreich                    | 32:25        | Russland                     | Športna Dvorana Golovec, Celje Zuschauer: 200 Schiedsrichter: Dragana Jakovljević, Danijela Sando |
| 4. August 2019 17:00 Uhr | meiste Tore: Léna Grandveau 9 | (17:11)      | meiste Tore: Julija Bajewa 8 | Športna Dvorana Golovec, Celje Zuschauer: 200 Schiedsrichter: Dragana Jakovljević, Danijela Sando |
| 4. August 2019 17:00 Uhr | Strafen: 1× 5×                | Spielbericht | Strafen: 1× 2×               | Športna Dvorana Golovec, Celje Zuschauer: 200 Schiedsrichter: Dragana Jakovljević, Danijela Sando |

| 4. August 2019 19:00 Uhr | Montenegro                         | 25:28        | Slowenien                    | Športna Dvorana Golovec, Celje Schiedsrichter: Allan Stokes, Brian Bartlett |
| 4. August 2019 19:00 Uhr | meiste Tore: Anastasija Marsenić 7 | (11:11)      | meiste Tore: Angela Rudman 7 | Športna Dvorana Golovec, Celje Schiedsrichter: Allan Stokes, Brian Bartlett |
| 4. August 2019 19:00 Uhr | Strafen: 2× 7×                     | Spielbericht | Strafen: 1× 5×               | Športna Dvorana Golovec, Celje Schiedsrichter: Allan Stokes, Brian Bartlett |

## Hauptrunde
In dieser Runde nahmen die erst- und zweitplatzierten Teams aus der Vorrunde teil. Das Spiel aus der Vorrunde wurde mit in die Hauptrunde genommen.

### Gruppe M1
| Pl. | Land       | Sp. | S | U | N | Tore    | Diff. | Punkte |
| --- | ---------- | --- | - | - | - | ------- | ----- | ------ |
| 1.  | Ungarn     | 3   | 3 | 0 | 0 | 087:720 | +15   | 06:00  |
| 2.  | Schweden   | 3   | 2 | 0 | 1 | 088:660 | +22   | 04:20  |
| 3.  | Norwegen   | 3   | 1 | 0 | 2 | 076:860 | −10   | 02:40  |
| 4.  | Österreich | 3   | 0 | 0 | 3 | 071:980 | −27   | 00:60  |

| 6. August 2019 17:00 Uhr | Norwegen                    | 30:27        | Österreich                      | Dvorana Zlatorog, Celje Zuschauer: 200 Schiedsrichter: Christian Hannes, David Hannes |
| 6. August 2019 17:00 Uhr | meiste Tore: Sofie Celius 8 | (11:12)      | meiste Tore: Katarina Pandza 12 | Dvorana Zlatorog, Celje Zuschauer: 200 Schiedsrichter: Christian Hannes, David Hannes |
| 6. August 2019 17:00 Uhr | Strafen: 2×                 | Spielbericht | Strafen: 1×                     | Dvorana Zlatorog, Celje Zuschauer: 200 Schiedsrichter: Christian Hannes, David Hannes |

| 6. August 2019 19:00 Uhr | Schweden                     | 22:26        | Ungarn                         | Dvorana Zlatorog, Celje Zuschauer: 250 Schiedsrichter: Urszula Lesiak, Małgorzata Lidacka |
| 6. August 2019 19:00 Uhr | meiste Tore: Hanna Wedenby 5 | (15:17)      | meiste Tore: Petra Koronczai 7 | Dvorana Zlatorog, Celje Zuschauer: 250 Schiedsrichter: Urszula Lesiak, Małgorzata Lidacka |
| 6. August 2019 19:00 Uhr | Strafen: 2×                  | Spielbericht | Strafen: 2× 4×                 | Dvorana Zlatorog, Celje Zuschauer: 250 Schiedsrichter: Urszula Lesiak, Małgorzata Lidacka |

| 7. August 2019 17:00 Uhr | Österreich                     | 21:35        | Schweden                  | Dvorana Zlatorog, Celje Zuschauer: 120 Schiedsrichter: Allan Stokes, Brian Bartlett |
| 7. August 2019 17:00 Uhr | meiste Tore: Katarina Pandza 7 | (11:17)      | meiste Tore: Tyra Axnér 6 | Dvorana Zlatorog, Celje Zuschauer: 120 Schiedsrichter: Allan Stokes, Brian Bartlett |
| 7. August 2019 17:00 Uhr | Strafen: 2× 3×                 | Spielbericht | Strafen: 3× 4×            | Dvorana Zlatorog, Celje Zuschauer: 120 Schiedsrichter: Allan Stokes, Brian Bartlett |

| 7. August 2019 19:00 Uhr | Ungarn                         | 28:27        | Norwegen                    | Dvorana Zlatorog, Celje Zuschauer: 200 Schiedsrichter: Stefan Ivanović, Marko Vujisić |
| 7. August 2019 19:00 Uhr | meiste Tore: Petra Koronczai 9 | (16:12)      | meiste Tore: Sofie Celius 6 | Dvorana Zlatorog, Celje Zuschauer: 200 Schiedsrichter: Stefan Ivanović, Marko Vujisić |
| 7. August 2019 19:00 Uhr | Strafen: 1× 2×                 | Spielbericht | Strafen: 2×                 | Dvorana Zlatorog, Celje Zuschauer: 200 Schiedsrichter: Stefan Ivanović, Marko Vujisić |

### Gruppe M2
| Pl. | Land        | Sp. | S | U | N | Tore    | Diff. | Punkte |
| --- | ----------- | --- | - | - | - | ------- | ----- | ------ |
| 1.  | Frankreich  | 3   | 3 | 0 | 0 | 074:610 | +13   | 06:00  |
| 2.  | Dänemark    | 3   | 1 | 1 | 1 | 068:640 | +4    | 03:30  |
| 3.  | Russland    | 3   | 1 | 1 | 1 | 072:770 | −5    | 03:30  |
| 4.  | Deutschland | 3   | 0 | 0 | 3 | 067:790 | −12   | 00:60  |

| 6. August 2019 13:00 Uhr | Dänemark                                  | 23:23        | Russland                     | Dvorana Zlatorog, Celje Zuschauer: 150 Schiedsrichter: Stefan Ivanović, Marko Vujisić |
| 6. August 2019 13:00 Uhr | meiste Tore: Anne Sofie Ottosen Møller 10 | (10:11)      | meiste Tore: Julija Bajewa 6 | Dvorana Zlatorog, Celje Zuschauer: 150 Schiedsrichter: Stefan Ivanović, Marko Vujisić |
| 6. August 2019 13:00 Uhr | Strafen: 1×                               | Spielbericht | Strafen: 1× 4×               | Dvorana Zlatorog, Celje Zuschauer: 150 Schiedsrichter: Stefan Ivanović, Marko Vujisić |

| 6. August 2019 15:00 Uhr | Deutschland                 | 21:25        | Frankreich                   | Dvorana Zlatorog, Celje Zuschauer: 200 Schiedsrichter: Ozren Backović, Mirko Palačković |
| 6. August 2019 15:00 Uhr | meiste Tore: Rebecca Rott 6 | (12:10)      | meiste Tore: Sarah Bouktit 6 | Dvorana Zlatorog, Celje Zuschauer: 200 Schiedsrichter: Ozren Backović, Mirko Palačković |
| 6. August 2019 15:00 Uhr | Strafen: 2× 4×              | Spielbericht | Strafen: 2×                  | Dvorana Zlatorog, Celje Zuschauer: 200 Schiedsrichter: Ozren Backović, Mirko Palačković |

| 7. August 2019 13:00 Uhr | Russland                        | 24:22        | Deutschland                                     | Dvorana Zlatorog, Celje Zuschauer: 85 Schiedsrichter: Urszula Lesiak, Małgorzata Lidacka |
| 7. August 2019 13:00 Uhr | meiste Tore: Sofija Romanenko 6 | (12:11)      | meiste Tore: Rebecca Rott, Leonie Dreizler je 5 | Dvorana Zlatorog, Celje Zuschauer: 85 Schiedsrichter: Urszula Lesiak, Małgorzata Lidacka |
| 7. August 2019 13:00 Uhr | Strafen: 2× 5×                  | Spielbericht | Strafen: 2× 7×                                  | Dvorana Zlatorog, Celje Zuschauer: 85 Schiedsrichter: Urszula Lesiak, Małgorzata Lidacka |

| 7. August 2019 15:00 Uhr | Frankreich                   | 17:15        | Dänemark                           | Dvorana Zlatorog, Celje Zuschauer: 150 Schiedsrichter: Ruslan Loschak, Artem Schajbakow |
| 7. August 2019 15:00 Uhr | meiste Tore: Sarah Bouktit 6 | (10:9)       | meiste Tore: Ida Trolle Handreck 5 | Dvorana Zlatorog, Celje Zuschauer: 150 Schiedsrichter: Ruslan Loschak, Artem Schajbakow |
| 7. August 2019 15:00 Uhr | Strafen: 1× 5×               | Spielbericht | Strafen: 1×                        | Dvorana Zlatorog, Celje Zuschauer: 150 Schiedsrichter: Ruslan Loschak, Artem Schajbakow |

## Finalrunde

### Übersicht
|  | Halbfinale | Halbfinale | Halbfinale |  |        | Finale           | Finale           | Finale           |
|  |            |            |            |  |        |                  |                  |                  |
|  |            |            |            |  |        |                  |                  |                  |
|  |            | Ungarn     | 25         |  |        |                  |                  |                  |
|  |            | Dänemark   | 21         |  |        |                  |                  |                  |
|  |            |            |            |  | Ungarn | 28               |                  |                  |
|  |            |            |            |  |        | Schweden         | 24               |                  |
|  |            | Frankreich | 19         |  |        |                  |                  |                  |
|  |            | Schweden   | 20         |  |        | Spiel um Platz 3 | Spiel um Platz 3 | Spiel um Platz 3 |
|  |            |            |            |  |        |                  | Dänemark         | 21               |
|  |            | Frankreich | 28         |  |        |                  |                  |                  |
|  |            |            |            |  |        |                  |                  |                  |

### Halbfinale
| 9. August 2019 17:00 Uhr | Ungarn                                            | 25:21        | Dänemark                            | Dvorana Zlatorog, Celje Zuschauer: 200 Schiedsrichter: Urszula Lesiak, Małgorzata Lidacka |
| 9. August 2019 17:00 Uhr | meiste Tore: Petra Koronczai, Johanna Farkas je 6 | (11:13)      | meiste Tore: Maria Berger Wierzba 6 | Dvorana Zlatorog, Celje Zuschauer: 200 Schiedsrichter: Urszula Lesiak, Małgorzata Lidacka |
| 9. August 2019 17:00 Uhr | Strafen: 1×                                       | Spielbericht | Strafen: 3× 1×                      | Dvorana Zlatorog, Celje Zuschauer: 200 Schiedsrichter: Urszula Lesiak, Małgorzata Lidacka |

| 9. August 2019 19:30 Uhr | Frankreich                    | 19:20        | Schweden                            | Dvorana Zlatorog, Celje Zuschauer: 200 Schiedsrichter: Stefan Ivanović, Marko Vujisić |
| 9. August 2019 19:30 Uhr | meiste Tore: Léna Grandveau 6 | (8:9)        | meiste Tore: Kajsa Lindberg Blohm 6 | Dvorana Zlatorog, Celje Zuschauer: 200 Schiedsrichter: Stefan Ivanović, Marko Vujisić |
| 9. August 2019 19:30 Uhr | Strafen: 2× 4×                | Spielbericht | Strafen: 2×                         | Dvorana Zlatorog, Celje Zuschauer: 200 Schiedsrichter: Stefan Ivanović, Marko Vujisić |

### Spiel um Platz 3
| 11. August 2019 12:00 Uhr | Dänemark                                                      | 21:28        | Frankreich                  | Dvorana Zlatorog, Celje Zuschauer: 500 Schiedsrichter: Dragana Jakovljević, Danijela Sando |
| 11. August 2019 12:00 Uhr | meiste Tore: Maria Berger Wierzba, Thea Hamann Rasmussen je 4 | (9:15)       | meiste Tore: Julie Abadie 7 | Dvorana Zlatorog, Celje Zuschauer: 500 Schiedsrichter: Dragana Jakovljević, Danijela Sando |
| 11. August 2019 12:00 Uhr | Strafen: 1× 4×                                                | Spielbericht | Strafen: 1× 2×              | Dvorana Zlatorog, Celje Zuschauer: 500 Schiedsrichter: Dragana Jakovljević, Danijela Sando |

### Finale
| 11. August 2019 14:30 Uhr | Ungarn                         | 28:24        | Schweden                        | Dvorana Zlatorog, Celje Zuschauer: 700 Schiedsrichter: Ozren Backović, Mirko Palačković |
| 11. August 2019 14:30 Uhr | meiste Tore: Petra Koronczai 8 | (13:9)       | meiste Tore: Kaja Stojilkovic 9 | Dvorana Zlatorog, Celje Zuschauer: 700 Schiedsrichter: Ozren Backović, Mirko Palačković |
| 11. August 2019 14:30 Uhr | Strafen: 2× 3×                 | Spielbericht | Strafen: 2× 3×                  | Dvorana Zlatorog, Celje Zuschauer: 700 Schiedsrichter: Ozren Backović, Mirko Palačković |

## Zwischenrunde
In dieser Runde nahmen die dritt- und viertplatzierten Teams aus der Vorrunde teil. Das Spiel aus der Vorrunde wurde mit in die Zwischenrunde genommen.

### Gruppe I1
| Pl. | Land     | Sp. | S | U | N | Tore    | Diff. | Punkte |
| --- | -------- | --- | - | - | - | ------- | ----- | ------ |
| 1.  | Slowakei | 3   | 2 | 0 | 1 | 080:810 | −1    | 04:20  |
| 2.  | Rumänien | 3   | 2 | 0 | 1 | 085:730 | +12   | 04:20  |
| 3.  | Kroatien | 3   | 1 | 1 | 1 | 071:730 | −2    | 03:30  |
| 4.  | Spanien  | 3   | 0 | 1 | 2 | 072:810 | −9    | 01:50  |

| 6. August 2019 15:00 Uhr | Spanien                            | 25:28        | Slowakei                                    | Športna Dvorana Golovec, Celje Zuschauer: 85 Schiedsrichter: Dragana Jakovljević, Danijela Sando |
| 6. August 2019 15:00 Uhr | meiste Tore: Zaira Benítez Gómez 6 | (14:14)      | meiste Tore: Barbora Lancz, Lilla Pint je 8 | Športna Dvorana Golovec, Celje Zuschauer: 85 Schiedsrichter: Dragana Jakovljević, Danijela Sando |
| 6. August 2019 15:00 Uhr | Strafen: 2×                        | Spielbericht | Strafen: 2× 4×                              | Športna Dvorana Golovec, Celje Zuschauer: 85 Schiedsrichter: Dragana Jakovljević, Danijela Sando |

| 6. August 2019 17:00 Uhr | Kroatien                                     | 20:27        | Rumänien                           | Športna Dvorana Golovec, Celje Zuschauer: 100 Schiedsrichter: Matan Lindenbaum, Dor Laron |
| 6. August 2019 17:00 Uhr | meiste Tore: Dora Petković, Bruna Zrnić je 4 | (13:14)      | meiste Tore: Ioana Rebeca Necula 8 | Športna Dvorana Golovec, Celje Zuschauer: 100 Schiedsrichter: Matan Lindenbaum, Dor Laron |
| 6. August 2019 17:00 Uhr | Strafen: 1× 6×                               | Spielbericht | Strafen: 1× 7×                     | Športna Dvorana Golovec, Celje Zuschauer: 100 Schiedsrichter: Matan Lindenbaum, Dor Laron |

| 7. August 2019 15:00 Uhr | Slowakei                         | 21:26        | Kroatien                        | Športna Dvorana Golovec, Celje Zuschauer: 150 Schiedsrichter: Matan Lindenbaum, Dor Laron |
| 7. August 2019 15:00 Uhr | meiste Tore: Alena Dvorščáková 5 | (12:13)      | meiste Tore: Josipa Josipović 6 | Športna Dvorana Golovec, Celje Zuschauer: 150 Schiedsrichter: Matan Lindenbaum, Dor Laron |
| 7. August 2019 15:00 Uhr | Strafen: 1× 4×                   | Spielbericht | Strafen: 1× 7×                  | Športna Dvorana Golovec, Celje Zuschauer: 150 Schiedsrichter: Matan Lindenbaum, Dor Laron |

| 7. August 2019 17:00 Uhr | Rumänien                       | 28:22        | Spanien                                                   | Športna Dvorana Golovec, Celje Zuschauer: 150 Schiedsrichter: Christian Hannes, David Hannes |
| 7. August 2019 17:00 Uhr | meiste Tore: Alicia Gogîrlă 10 | (12:11)      | meiste Tore: Zaira Benítez Gómez, Adriana Mallo Díaz je 5 | Športna Dvorana Golovec, Celje Zuschauer: 150 Schiedsrichter: Christian Hannes, David Hannes |
| 7. August 2019 17:00 Uhr | Strafen: 2× 7×                 | Spielbericht | Strafen: 2× 5×                                            | Športna Dvorana Golovec, Celje Zuschauer: 150 Schiedsrichter: Christian Hannes, David Hannes |

### Gruppe I2
| Pl. | Land        | Sp. | S | U | N | Tore    | Diff. | Punkte |
| --- | ----------- | --- | - | - | - | ------- | ----- | ------ |
| 1.  | Slowenien   | 3   | 3 | 0 | 0 | 083:680 | +15   | 06:00  |
| 2.  | Montenegro  | 3   | 1 | 0 | 2 | 072:740 | −2    | 02:40  |
| 3.  | Portugal    | 3   | 1 | 0 | 2 | 082:830 | −1    | 02:40  |
| 4.  | Niederlande | 3   | 1 | 0 | 2 | 076:880 | −12   | 02:40  |

| 6. August 2019 13:00 Uhr | Portugal                          | 24:23        | Montenegro                         | Športna Dvorana Golovec, Celje Zuschauer: 100 Schiedsrichter: Michail Mertinian, Evangelos Syrepisios |
| 6. August 2019 13:00 Uhr | meiste Tore: Constança Sequeira 8 | (12:11)      | meiste Tore: Anastasija Marsenić 7 | Športna Dvorana Golovec, Celje Zuschauer: 100 Schiedsrichter: Michail Mertinian, Evangelos Syrepisios |
| 6. August 2019 13:00 Uhr | Strafen: 1× 4×                    | Spielbericht | Strafen: 5×                        | Športna Dvorana Golovec, Celje Zuschauer: 100 Schiedsrichter: Michail Mertinian, Evangelos Syrepisios |

| 6. August 2019 19:00 Uhr | Niederlande               | 19:30        | Slowenien                | Športna Dvorana Golovec, Celje Zuschauer: 180 Schiedsrichter: Edin Kulović, Vedad Škaljić |
| 6. August 2019 19:00 Uhr | meiste Tore: Esma Staal 6 | (12:15)      | meiste Tore: Tia Kralj 6 | Športna Dvorana Golovec, Celje Zuschauer: 180 Schiedsrichter: Edin Kulović, Vedad Škaljić |
| 6. August 2019 19:00 Uhr | Strafen: 2× 5×            | Spielbericht | Strafen: 7×              | Športna Dvorana Golovec, Celje Zuschauer: 180 Schiedsrichter: Edin Kulović, Vedad Škaljić |

| 7. August 2019 13:00 Uhr | Montenegro                         | 24:22        | Niederlande                                      | Športna Dvorana Golovec, Celje Zuschauer: 150 Schiedsrichter: Dragana Jakovljević, Danijela Sando |
| 7. August 2019 13:00 Uhr | meiste Tore: Anastasija Marsenić 6 | (13:9)       | meiste Tore: Esma Staal, Jessie van de Ruit je 6 | Športna Dvorana Golovec, Celje Zuschauer: 150 Schiedsrichter: Dragana Jakovljević, Danijela Sando |
| 7. August 2019 13:00 Uhr | Strafen: 1× 6×                     | Spielbericht | Strafen: 2× 4×                                   | Športna Dvorana Golovec, Celje Zuschauer: 150 Schiedsrichter: Dragana Jakovljević, Danijela Sando |

| 7. August 2019 19:00 Uhr | Slowenien                        | 25:24        | Portugal                          | Športna Dvorana Golovec, Celje Zuschauer: 500 Schiedsrichter: Michail Mertinian, Evangelos Syrepisios |
| 7. August 2019 19:00 Uhr | meiste Tore: 5 Spielerinnen je 3 | (11:11)      | meiste Tore: Constança Sequeira 6 | Športna Dvorana Golovec, Celje Zuschauer: 500 Schiedsrichter: Michail Mertinian, Evangelos Syrepisios |
| 7. August 2019 19:00 Uhr | Strafen: 2× 3×                   | Spielbericht | Strafen: 1× 5×                    | Športna Dvorana Golovec, Celje Zuschauer: 500 Schiedsrichter: Michail Mertinian, Evangelos Syrepisios |

## Platzierungsspiele

### Playoff um Platz 13–16
| 9. August 2019 12:00 Uhr | Kroatien                  | 28:26        | Niederlande                | Športna Dvorana Golovec, Celje Zuschauer: 100 Schiedsrichter: Ozren Backović, Mirko Palačković |
| 9. August 2019 12:00 Uhr | meiste Tore: Ana Buljan 8 | (16:13)      | meiste Tore: Esma Staal 10 | Športna Dvorana Golovec, Celje Zuschauer: 100 Schiedsrichter: Ozren Backović, Mirko Palačković |
| 9. August 2019 12:00 Uhr | Strafen: 2× 4×            | Spielbericht | Strafen: 2× 3×             | Športna Dvorana Golovec, Celje Zuschauer: 100 Schiedsrichter: Ozren Backović, Mirko Palačković |

| 9. August 2019 14:30 Uhr | Portugal                          | 33:23        | Spanien                            | Športna Dvorana Golovec, Celje Zuschauer: 100 Schiedsrichter: Edin Kulović, Vedad Škaljić |
| 9. August 2019 14:30 Uhr | meiste Tore: Constança Sequeira 8 | (20:10)      | meiste Tore: Zaira Benítez Gómez 6 | Športna Dvorana Golovec, Celje Zuschauer: 100 Schiedsrichter: Edin Kulović, Vedad Škaljić |
| 9. August 2019 14:30 Uhr | Strafen: 3×                       | Spielbericht | Strafen: 1×                        | Športna Dvorana Golovec, Celje Zuschauer: 100 Schiedsrichter: Edin Kulović, Vedad Škaljić |

#### Spiel um Platz 15
| 10. August 2019 12:00 Uhr | Niederlande               | 31:27        | Spanien                            | Športna Dvorana Golovec, Celje Zuschauer: 200 Schiedsrichter: Matan Lindenbaum, Dor Laron |
| 10. August 2019 12:00 Uhr | meiste Tore: Pipy Wolfs 7 | (13:13)      | meiste Tore: Zaira Benítez Gómez 5 | Športna Dvorana Golovec, Celje Zuschauer: 200 Schiedsrichter: Matan Lindenbaum, Dor Laron |
| 10. August 2019 12:00 Uhr | Strafen: 1× 4×            | Spielbericht | Strafen: 2×                        | Športna Dvorana Golovec, Celje Zuschauer: 200 Schiedsrichter: Matan Lindenbaum, Dor Laron |

#### Spiel um Platz 13
| 10. August 2019 14:30 Uhr | Kroatien                      | 29:30        | Portugal                                     | Športna Dvorana Golovec, Celje Zuschauer: 50 Schiedsrichter: Stefan Ivanović, Marko Vujisić |
| 10. August 2019 14:30 Uhr | meiste Tore: Maja Bilandžić 8 | (13:19)      | meiste Tore: Maria Unjanque, Vera Costa je 7 | Športna Dvorana Golovec, Celje Zuschauer: 50 Schiedsrichter: Stefan Ivanović, Marko Vujisić |
| 10. August 2019 14:30 Uhr | Strafen: 1× 4× 1×             | Spielbericht | Strafen: 1× 3×                               | Športna Dvorana Golovec, Celje Zuschauer: 50 Schiedsrichter: Stefan Ivanović, Marko Vujisić |

### Playoff um Platz 9–12
| 9. August 2019 17:00 Uhr | Slowakei                      | 25:31        | Montenegro                    | Športna Dvorana Golovec, Celje Zuschauer: 80 Schiedsrichter: Ruslan Loschak, Artem Schajbakow |
| 9. August 2019 17:00 Uhr | meiste Tore: Barbora Lancz 13 | (8:10)       | meiste Tore: Suzana Zečević 8 | Športna Dvorana Golovec, Celje Zuschauer: 80 Schiedsrichter: Ruslan Loschak, Artem Schajbakow |
| 9. August 2019 17:00 Uhr | Strafen: 2× 3×                | Spielbericht | Strafen: 2× 5×                | Športna Dvorana Golovec, Celje Zuschauer: 80 Schiedsrichter: Ruslan Loschak, Artem Schajbakow |

| 9. August 2019 19:30 Uhr | Slowenien                 | 23:20        | Rumänien                      | Športna Dvorana Golovec, Celje Zuschauer: 600 Schiedsrichter: Michail Mertinian, Evangelos Syrepisios |
| 9. August 2019 19:30 Uhr | meiste Tore: Erin Novak 7 | (11:10)      | meiste Tore: Alicia Gogîrlă 8 | Športna Dvorana Golovec, Celje Zuschauer: 600 Schiedsrichter: Michail Mertinian, Evangelos Syrepisios |
| 9. August 2019 19:30 Uhr | Strafen: 2× 4×            | Spielbericht | Strafen: 1×                   | Športna Dvorana Golovec, Celje Zuschauer: 600 Schiedsrichter: Michail Mertinian, Evangelos Syrepisios |

#### Spiel um Platz 11
| 10. August 2019 17:00 Uhr | Slowakei                     | 24:27        | Rumänien                       | Športna Dvorana Golovec, Celje Zuschauer: 100 Schiedsrichter: Edin Kulović, Vedad Škaljić |
| 10. August 2019 17:00 Uhr | meiste Tore: Barbora Lancz 8 | (11:14)      | meiste Tore: Alicia Gogîrlă 16 | Športna Dvorana Golovec, Celje Zuschauer: 100 Schiedsrichter: Edin Kulović, Vedad Škaljić |
| 10. August 2019 17:00 Uhr | Strafen: 1×                  | Spielbericht | Strafen: 1× 4×                 | Športna Dvorana Golovec, Celje Zuschauer: 100 Schiedsrichter: Edin Kulović, Vedad Škaljić |

#### Spiel um Platz 9
| 10. August 2019 19:30 Uhr | Montenegro                         | 32:31 n. S.                        | Slowenien                 | Športna Dvorana Golovec, Celje Zuschauer: 400 Schiedsrichter: Christian Hannes, David Hannes |
| 10. August 2019 19:30 Uhr | meiste Tore: Anastasija Marsenić 7 | (11:12), (23:23), (27:27), (29:29) | meiste Tore: Erin Novak 8 | Športna Dvorana Golovec, Celje Zuschauer: 400 Schiedsrichter: Christian Hannes, David Hannes |
| 10. August 2019 19:30 Uhr | Strafen: 1× 6×                     | Spielbericht                       | Strafen: 2× 4×            | Športna Dvorana Golovec, Celje Zuschauer: 400 Schiedsrichter: Christian Hannes, David Hannes |

### Playoff um Platz 5–8
| 9. August 2019 12:00 Uhr | Norwegen                      | 28:20        | Deutschland                 | Dvorana Zlatorog, Celje Zuschauer: 150 Schiedsrichter: Allan Stokes, Brian Bartlett |
| 9. August 2019 12:00 Uhr | meiste Tore: Silje Alvestad 6 | (14:14)      | meiste Tore: Wiebke Meyer 6 | Dvorana Zlatorog, Celje Zuschauer: 150 Schiedsrichter: Allan Stokes, Brian Bartlett |
| 9. August 2019 12:00 Uhr | Strafen: 1× 2×                | Spielbericht | Strafen: 4×                 | Dvorana Zlatorog, Celje Zuschauer: 150 Schiedsrichter: Allan Stokes, Brian Bartlett |

| 9. August 2019 14:30 Uhr | Russland                            | 36:33        | Österreich                      | Dvorana Zlatorog, Celje Zuschauer: 150 Schiedsrichter: Dragana Jakovljević, Danijela Sando |
| 9. August 2019 14:30 Uhr | meiste Tore: Xenija Sakordonskaja 7 | (17:15)      | meiste Tore: Katarina Pandza 11 | Dvorana Zlatorog, Celje Zuschauer: 150 Schiedsrichter: Dragana Jakovljević, Danijela Sando |
| 9. August 2019 14:30 Uhr | Strafen: 3× 7×                      | Spielbericht | Strafen: 1× 2×                  | Dvorana Zlatorog, Celje Zuschauer: 150 Schiedsrichter: Dragana Jakovljević, Danijela Sando |

#### Spiel um Platz 7
| 10. August 2019 14:30 Uhr | Deutschland                 | 32:22        | Österreich                      | Dvorana Zlatorog, Celje Zuschauer: 150 Schiedsrichter: Ruslan Loschak, Artem Schajbakow |
| 10. August 2019 14:30 Uhr | meiste Tore: Rebecca Rott 9 | (14:11)      | meiste Tore: Katarina Pandza 11 | Dvorana Zlatorog, Celje Zuschauer: 150 Schiedsrichter: Ruslan Loschak, Artem Schajbakow |
| 10. August 2019 14:30 Uhr | Strafen: 2× 4×              | Spielbericht | Strafen: 1× 3×                  | Dvorana Zlatorog, Celje Zuschauer: 150 Schiedsrichter: Ruslan Loschak, Artem Schajbakow |

#### Spiel um Platz 5
| 10. August 2019 17:00 Uhr | Norwegen                    | 26:35        | Russland                                              | Dvorana Zlatorog, Celje Zuschauer: 150 Schiedsrichter: Allan Stokes, Brian Bartlett |
| 10. August 2019 17:00 Uhr | meiste Tore: Sofie Celius 8 | (12:17)      | meiste Tore: Xenija Sakordonskaja, Julija Bajewa je 8 | Dvorana Zlatorog, Celje Zuschauer: 150 Schiedsrichter: Allan Stokes, Brian Bartlett |
| 10. August 2019 17:00 Uhr | Strafen: 1×                 | Spielbericht | Strafen: 2×                                           | Dvorana Zlatorog, Celje Zuschauer: 150 Schiedsrichter: Allan Stokes, Brian Bartlett |

## All-Star-Team
| Ida Trolle Handreck |            | Sarah Bouktit  |               | Laura Kürthi |
|                     | Tyra Axnér |                | Julija Bajewa |              |
|                     |            | Léna Grandveau |               |              |
|                     |            | Hanna Popaja   |               |              |